# Javier Valdez Cárdenas
Javier Valdez Cárdenas, est un journaliste mexicain, né le 14 avril 1967 à Culiacán et mort assassiné, le 15 mai 2017, dans la même ville,. Il est le fondateur du journal Ríodoce (en). Il reçoit plusieurs récompenses dont le prix international de la liberté de la presse du Comité pour la protection des journalistes en 2011, pour ses enquêtes sur le trafic de drogue et le crime organisé au Mexique

## Biographie
Né à Culiacán en 1967, Javier Valdez Cárdenas fait des études de sociologie à l'université autonome de Sinaloa avant de commencer une carrière dans le journalisme. 
Au début des années 1990, il travaille comme reporter pour la chaîne de télévision nationale Canal 3, à Culiacán. Puis il rejoint le journal Noroeste et devient en 1998 correspondant pour le quotidien mexicain La Jornada.
En 2003, il s'associe à plusieurs reporters du quotidien Noroeste pour créer Ríodoce, une publication hebdomadaire centrée sur les sujets ayant trait au crime et à la corruption dans l'Etat de Sinaloa, considéré comme l'un des Etats les plus violents du Mexique.

## Récompenses
En 2011, Javier Valdez Cárdenas, reçoit le Prix international de la liberté de la presse du Comité pour la protection des journalistes. Dans son discours, il qualifie la violence du trafic de drogue mexicain comme étant « une tragédie qui devrait nous faire honte », ajoutant que les citoyens mexicains fournissent les morts tandis que les gouvernements des États-Unis et du Mexique fournissent les armes.

## Mort

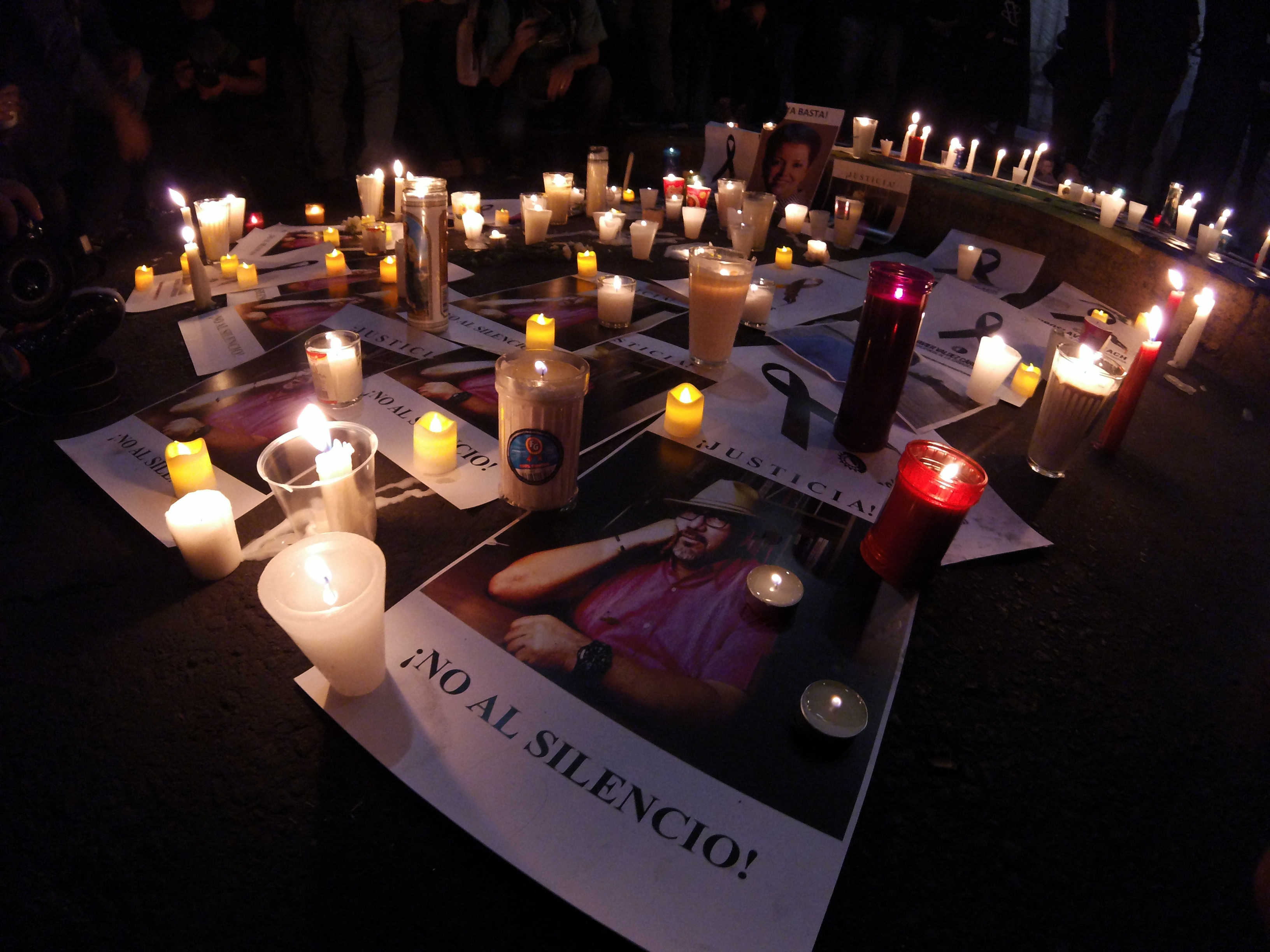
Manifestation contre l'assassinat de Javier Valdez Cárdenas

Le 15 mai 2017, Javier Valdez Cárdenas est assassiné, par plusieurs hommes du cartel de Sinaloa, devant les locaux du Ríodoce,.

## Source de la traduction
- (en) Cet article est partiellement ou en totalité issu de l’article de Wikipédia en anglais intitulé « Javier Valdez Cárdenas » (voir la liste des auteurs).